# Sauk Village
Sauk Village – wieś w Stanach Zjednoczonych, w stanie Illinois, w hrabstwie Cook.